# Dekanat Kinzigtal
Das Dekanat Kinzigtal ist eines von zehn Dekanaten im römisch-katholischen Bistum Fulda. Es umfasst die ehemaligen Landkreise Gelnhausen und Schlüchtern mit dem mittleren und östlichen Kinzigtal sowie dem hessischen Spessart und Ausläufern des Vogelsbergs. Es grenzt im Osten an das Dekanat Neuhof-Großenlüder, im Süden an das Bistum Würzburg, im Westen an das Dekanat Hanau und im Norden an das Bistum Mainz.
Die Dechantenstelle ist derzeit vakant. Stellvertreter ist Christoph Rödig, Pfarrer von St. Peter und Paul, Freigericht-Hasselroth.

## Geschichte
Mit der Dekanatsreform zum 1. April 2007 wurde das Dekanat Kinzigtal als eines von zehn Dekanaten des Bistums Fulda neu errichtet. Es entstand aus den bisherigen Dekanaten Gelnhausen, Bad Orb und Salmünster.

## Gliederung
Das Dekanat Kinzigtal gliedert sich in die folgenden fünf Pastoralverbünde:
| Pastoralverbünde                                 | zugehörige Pfarreien und Kuratien mit Filialen |
| ------------------------------------------------ | --- |
| Guter Hirte Vogelsberg-Kinziggrund               | - St. Peter und Paul (Salmünster) mit den Filialen St. Laurentius (Bad Soden), Hl. Kreuz (Alsberg) und Unbefleckte Empfängnis (Ahl) - St. Franziskus (Romsthal) mit den Filialen St. Elisabeth (Katholisch-Willenroth) und Unbefleckte Empfängnis (Marborn) - Mariae Heimsuchung (Birstein) - Mariae Himmelfahrt (Wächtersbach) mit der Filiale Herz Jesu (Schlierbach) |
| St. Martin im Spessart                           | - St. Peter (Mernes) - Schmerzhafte Mutter Gottes (Aufenau) mit der Filiale St. Johannes Evangelist (Neudorf) - St. Martin (Bad Orb) mit den Filialen St. Michael (Bad Orb) und St. Jakobus (Lettgenbrunn) - St. Martin (Oberndorf) mit den Filialen Herz Jesu (Pfaffenhausen) und Kostbares Blut (Burgjoß) - St. Peter und Paul (Wirtheim) - Mariae Geburt (Biebergemünd) mit der Burgbergkapelle St. Mauritius - St. Johannes Nepomuk (Biebergemünd)                                                                   |
| St. Maximilian Kolbe Steinau-Schlüchtern-Sinntal | - Mariae Himmelfahrt (Mottgers) mit der Filiale St. Josef (Altengronau) - St. Jakobus (Herolz) - Mariae Himmelfahrt (Sannerz) mit den Filialen St. Michael (Sterbfritz) und St. Wigbert (Weiperz) - St. Bonifatius (Schlüchtern) - Hl. Dreifaltigkeit (Steinau an der Straße) mit der Pfarrkirche St. Paulus (Steinau) und den Filialen Mariae Himmelfahrt (Ulmbach), Hl. Dreifaltigkeit, St. Anna und St. Wendelin (Uerzell) sowie der Kapelle Mutter Gottes und 14 Nothelfer (Klesberg) - St. Bonifatius (Züntersbach) |
| Freigericht-Kinzigaue                            | - St. Peter und Paul (Freigericht-Hasselroth) mit der Pfarrkirche St. Anna (Somborn) und den Filialen St. Bartholomäus (Bernbach), St. Markus (Altenmittlau), St. Michael (Horbach), St. Wendelin (Neuses), Maria, Hilfe der Christen (Neuenhaßlau), St. Joseph der Arbeiter (Niedermittlau) sowie der Kapelle St. Vincenz (Somborn) und der Fatimakapelle „Maria Frieden“ (Bernbach) - Maria Königin (Langenselbold) - St. Peter und Paul (Rodenbach) mit der Filiale St. Michael (Niederrodenbach)                     |
| St. Raphael Kinzigtal *                          | - St. Raphael (Gelnhausen) mit der Pfarrkirche St. Peter (Gelnhausen) und den Filialen St. Wendelin (Höchst), St. Johannes Apostel (Altenhaßlau), Maria Königin (Meerholz-Hailer) sowie Christkönig (Gründau-Rothenbergen) |